# قلعة سنغ
قلعة سنغ (بالفارسية: قلعه سنگ) هي قلعة تاريخية تعود إلى عصر ساسانيون، وتقع في مقاطعة سيرجان.